# Diogenesia alstoniana
Diogenesia alstoniana är en ljungväxtart som beskrevs av Herman Otto Sleumer. Diogenesia alstoniana ingår i släktet Diogenesia och familjen ljungväxter. Inga underarter finns listade i Catalogue of Life.